# Karolina hessen–darmstadti hercegnő
Karolina hessen–darmstadti hercegnő (németül: Prinzessin Caroline von Hessen-Darmstadt, Landgräfin von Hessen-Homburg; Buchsweiler, 1746. március 2. – Bad Homburg, 1821. szeptember 18.) hessen–darmstadti hercegnő, V. Frigyes hessen–homburgi tartománygróffal kötött házassága révén 1768–1820 között Hessen–Homburg tartománygrófnéja.
IX. Lajos hessen–darmstadti tartománygróf elsőszülött gyermeke. Művelt, elsősorban irodalmi érdeklődésű asszony volt. Férjével együtt támogatták a kultúrát; nevükhöz kötődik a homburgi tartománygrófi kertek kialakítása és fejlesztése. Hat életben maradt fiuk közül később ötből is hessen–homburgi tartománygróf lett.

## Élete

### Származása és ifjúkora
1746. március 2-án született Lajos hessen–darmstadti trónörökös (1719–1790) és Henrietta Karolina pfalz–zweibrückeni hercegnő (1721–1774) elsőszülött gyermekeként Buchsweilerben, mely apai nagyanyja hanau–lichtenbergi hagyatékaként került hesseni uralom alá. A hadászatért és a katonák életmódjáért rajongó, később IX. Lajos néven uralkodó apja sok időt töltött a pirmasensi laktanyában, távol feleségétől és gyermekeitől. Anyja, a Johann Wolfgang von Goethe által „a nagy tartománygrófnénak” (die große Landgräfin) nevezett Henrietta Karolina korának egyik legműveltebb asszonya volt. Házasságukból Karolina után még hét további gyermek – három leány és négy fiú – származott.
Henrietta Karolina trónörökösné az udvartartásával és az újszülött Karolina hercegnővel eleinte Buchsweilerben élt, de 1750-ben a trónörökösné a férjéhez költözött Prenzlauba. A kis Karolina hercegnő anyai nagyanyjánál, Karolina nassau–saarbrückeni grófnőnél maradt annak bergzaberni birtokán, egy Margarethe Ravanel nevű, francia származású, művelt nevelőnő felügyelete alatt. Anyját és időközben született testvéreit legközelebb hat évvel később, 1756-ban látta egy családi összejövetelen anyai nagynénjénél. Konfirmációja 1760. december 23-án volt a darmstadti kastély fehér csarnokában.
Karolina hercegnő mélyen vallásos, érdeklődő személyiség volt. Írásban és szóban is inkább a franciát használta, nem a németet. Noha jórészt francia könyveket olvasott, Johann Heinrich Merck darmstadti író, költő tanúsága szerint a hercegnő kedvelte Goethét, és bár maga a fiziognómia érdekelte a őt, de a modern kori fiziognómia atyjának tekinthető Johann Kaspar Lavater iránt ellenszenvvel viseltetett. Johann Kaspar Riesbeck regényíró és filozófus úgy emlékezett meg róla, mint „az általam ismert hölgyek egyik legműveltebbike.” Megjelenését komolynak és méltóságteljesnek, arcvonásait bájosnak és megnyerőnek tartották.

### Házassága és családja
A hessen–darmstadti hercegi gyermekek kiházasításáról édesanyjuk gondoskodott, apjuk nem foglalkozott a házasodási politikával, csaknem teljesen feleségére bízta azt. Henrietta Karolina 1767-ben Darmstadtba költözött udvarával, ezután kezdett párkeresésbe legidősebb leánya számára: választása V. Frigyes hessen–homburgi tartománygrófra (1748–1820) esett, aki két évvel volt fiatalabb menyasszonyánál. A frigy politikai okból köttetett: Hessen–Darmstadt igényt tartott Hessen–Homburgra, és 1747-ben meg is szállta a homburgi területeket. A fiatal, időnek előtte nagykorúsíttatott V. Frigyes homburgi hercegnek sikerült békét kötnie Darmstadttal és kieszközölnie Homburg visszakapását; ezt a békekötést hivatott megpecsételni a házasság a hessen–darmstadti hercegnővel. A darmstadti–homburgi béke-, valamint a házassági szerződés megszövegezése Friedrich von Creutz homburgi államférfi nevéhez kötődik.
V. Frigyes 1768. március 12-én érkezett Darmstadtba, s a leánykérésre néhány napon belül sor került. Az eljegyzést hivatalosan az udvarlást követően volt szokás bejelenteni, ám egy anekdota szerint a menyasszony nagyapja, VIII. Lajos egy vadászat alkalmával magához hívta az ifjú párt, és a vadásztársaság színe előtt megkérte a vőlegényt, hogy ölelje meg a megilletődött menyasszonyt, így adva mindenki tudtára elígérkezésüket. A darmstadti Narancsházban (Orangerie) adott eljegyzési bankettet 1768. szeptember 27-én, a darmstadti palotakápolnában tartott esküvő követte. A díszvacsora után a vendégeket színielőadás szórakoztatta, a braunshardti kastélyban játszottak egy német komédiát; szeptember 29-én pedig álarcosbált rendeztek az ifjú pár tiszteletére. Október 12-én a friss házasok az anyóssal együtt elutaztak Homburgba. A menyasszony apja végig távol maradt, még azután is, hogy október 17-én megörökölte a trónt és megkezdte uralkodását hessen–darmstadti tartománygrófként.
V. Frigyes és Karolina házasságából tizenöt gyermek született, közülük hat fiú és öt lány érte meg a felnőttkort. A hat fiú mindegyike harcolt a napóleoni háborúkban, s a legfiatalabbikat, Lipótot leszámítva mind hessen–homburgi tartománygróf lett élete során: a hercegeknek nem születtek gyermekei, illetve Gusztáv Adolf egyetlen fia ifjúkorában elhalálozott, ezért a trónt mindig a soron következő öccsük örökölte. Az utolsó fivér, Ferdinánd Henrik halálával a homburgi területek néhány hónapra a darmstadti ághoz kerültek, majd 1866-ban a porosz–osztrák háború eredményeként Poroszország annektálta az egykori tartománygrófságot.
A hitvesek kapcsolata a sok gyermek dacára valószínűleg nem volt felhőtlen – Karolina a naplójában többször csodálattal emlékezett meg férje jámborságáról, de V. Frigyes azt írta visszaemlékezéseiben, soha nem ismerte meg a szerelmet. A házastársaknak ugyanekkor sok közös érdeklődése volt: osztoztak a zene, elsősorban a zongorajáték, a kertek és az irodalom iránti lelkesedésen.

#### Gyermekei
Karolina hessen–homburgi tartománygrófné gyermekei:
- Frigyes (1769–1829), Hessen–Homburg tartománygrófja, felesége Erzsébet brit királyi hercegnő,
- Lajos Vilmos (1770–1839), gyermektelen Frigyes bátyja halála után Hessen–Homburg tartománygrófja, felesége Auguszta Amália nassau–usingeni hercegnő,
- Karolina Lujza (1771–1854), II. Lajos Frigyes schwarzburg–rudolstadti fejedelem felesége, 1807–1814 között a fejedelemség régense,
- Lujza Ulrika (1772–1854), Károly Günther schwarzburg–rudolstadti herceg felesége,
- Krisztina Amália  (1774–1846), Frigyes anhalt–dessaui trónörökös felesége,
- Pál Emil (1775–1776),
- Auguszta Friderika (1776–1871), Frigyes Lajos mecklenburg–schwerini trónörökös felesége,
- Viktor Amadé (1778–1780),
- Fülöp Ágost (1779–1846), osztrák császári tábornagy, gyermektelen Lajos bátyja halála után Hessen–Homburg tartománygrófja, morganatikus felesége Antonie Potoschnigg,
- Gusztáv Adolf (1781–1848), osztrák császári tábornok, gyermektelen Fülöp bátyja halála után Hessen–Homburg tartománygrófja, felesége Lujza anhalt–dessaui hercegnő,
- leánygyermek (1782. március 11.), születése napján meghalt,
- Ferdinánd Henrik (1783–1866), Gusztáv bátyja halála után Hessen–Homburg tartománygrófja, nem nősült meg,
- Mária Anna (1785–1846), férje Vilmos porosz királyi herceg (1783–1851),
- Lipót Viktor (1787–1813), elesett a napóleoni Franciaország ellen vívott lützeni csatában, nem nősült meg,
- leánygyermek (1788).

### Homburgi tartománygrófnéként

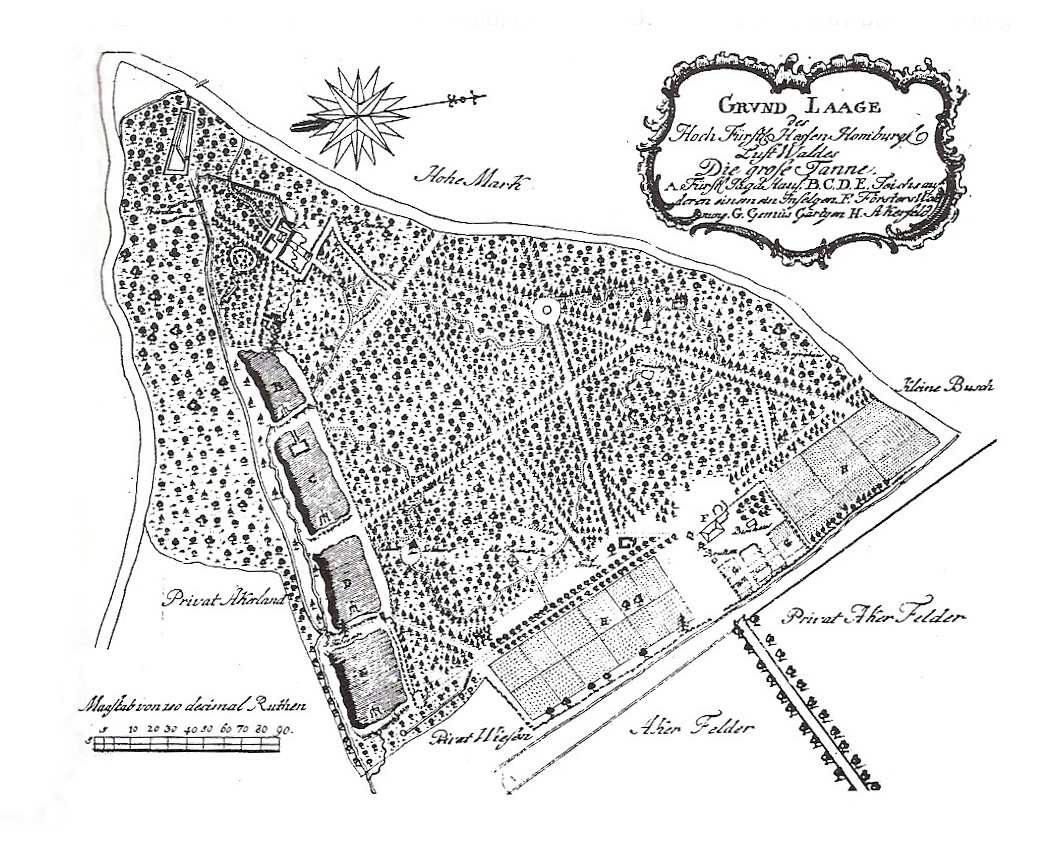
Az V. Frigyes és Karolina alapította Goßer Tannenwald térképe 1782/83-ból

A határozott, de figyelmes, a reprezentatív feladatokban és az udvari életben otthonosan mozgó Karolina tartománygrófnét kortársai rátermettnek tartották pozíciójára. V. Frigyes és Karolina uralkodását nagyban meghatározta személyes érdeklődésük. A tartománygrófné fiatalkorának könyvkartonjain német és többségében francia könyvek szerepelnek, köztük például a tartománygrófné saját kézzel, francia nyelven írt erkölcstani gondolatai; jó néhány, a korban divatos fiziognómiai tanulmány; valamint egy darmstadti kiadású, a tartománygrófnénak dedikált Friedrich Gottlieb Klopstock-kötet. Az évek során kialakított könyvtára nem maradt fent, de tartalma, mely egyben tulajdonosa műveltségéről is árulkodik, a megőrzött katalógusokból ismert. Az uralkodópár tárt karokkal fogadta udvarában a tudósokat, költőket és zenészeket; 1804–1806 között a homburgi udvari könyvtáros maga Friedrich Hölderlin volt. A tartománygrófné egyik udvarhölgye, Luise „Lila” von Ziegler tagja volt annak a darmstadti irodalmi körnek (Darmstädter Kreis), melyhez többek között Johann Wolfgang von Goethe, Johann Gottfried Herder és Franz Michael Leuchsenring is tartozott. A kör működését Karolina édesanyja, Henrietta Karolina hessen–darmstadti tartománygrófné pártfogolta.
A hessen–homburgi uralkodópár közösen fejlesztette homburgi rezidenciája kastélyparkját, illetve a kastélyból az 1770–72 között kialakított Tannenwaldallee nevű sétányon át elérhető tartománygrófi tájkerteket és ligeteket, a Kleiner és a Großer Tannenwaldot. Utóbbiakat 1770-ben hozták létre az angolkertek mintájára azzal a szándékkal, hogy a leginkább emlékeztessenek az érintetlen természetre. A homburgi kastélypark nyugati felében található „Fantasie” rész Karolina tartománygrófné óhajának megfelelően készült, több kunyhóval és pavilonnal, melyek egyike, a Teaház az akkor divatos chinoiserie stílust követte a kínai épületeket imitáló vonalvezetésével, keleties motívumaival.  A Tannenwaldalleen átívelő fehér hidat a tartománygrófi kerteket tovább bővítő VI. Frigyes még édesanyja életében a „Carolinebrücke” névre keresztelte az akkor már özvegy tartománygrófné tiszteletére.
Karolina tartománygrófné kezdetben lelkesedett Bonaparte Napóleonért, ami eltávolította őt Napóleon-ellenes férjétől és darmstadti sógornéjától, egyben unokatestvérétől, Lujza hessen–darmstadti hercegnőtől. V. Frigyes tartománygróf ellenezte a francia forradalmat és annak eszméit, de toleráns volt udvarának a forradalmat támogató tagjaival. 1795-ben azonban Jean-Baptiste Jourdan francia tábornok seregei elfoglalták a Rajna–Majna vidékét, és megszállták Homburgot. A tartománygrófságnak adót kellett fizetnie Franciaországnak, a fejedelmi család pedig Poroszországba menekült. Innen Karolina tartománygrófné és férje egykori nevelője, Isaak von Sinclair – mindketten a franciák szimpatizánsai – merész tárgyalásokba bocsátkoztak a francia tábornokkal, míg V. Frigyes visszavonult a politikától. 1806-ban, a Német-római Birodalom feloszlásakor nemcsak II. Ferenc német-római császár veszítette el a koronáját, hanem – mivel megtagadta a csatlakozást a francia csatlósállam Rajnai Szövetséghez – V. Frigyes tartománygróf is. Hessen–Homburgot beolvasztották Hessen–Darmstadtba, a tartománygrófi családot pedig mediatizálták (uradalmukat egy másik fejedelem alá vetették, de rangban továbbra is uralkodói státusúnak ismerték el őket). A bécsi kongresszus eredményeként 1815-ben Hessen–Homburg, egyedüliként a mediatizált német fejedelemségek közül, visszanyerte függetlenségét, így V. Frigyes és Karolina szuverén uralkodókká lettek.
A házaspár 1818-ban még megünnepelhette aranylakodalmát – ez alkalomból gyermekeik emlékobeliszket állíttattak a Großer Tannenwaldban –, mielőtt V. Frigyes 1820-ban elhunyt volna. Karolina egy évvel élte túl: 1821. szeptember 18-án, reggel 8 és 9 óra között hunyt el Homburgban, közel fél éves betegeskedés után. Szeptember 25-én, kora reggel temették el a családi kriptába; a temetési szertartás szűk körben zajlott, három gyermeke és néhány udvari előkelő részvételével, a tartománygrófné akaratának megfelelően mellőzve minden pompát.